# ورپل (چگنی)
ورپل روستایی از توابع بخش شاهیوند شهرستان چگنی در استان لرستان ایران است.  

## جمعیت
این روستا در دهستان کشکان قرار دارد و براساس سرشماری مرکز آمار ایران در سال ۱۳۸۵، جمعیت آن ۳۰۰ نفر (۶۹خانوار) بوده‌است.